# NGC 1580
NGC 1580 è una galassia a spirale barrata situata nella costellazione dell'Eridano, a una distanza di circa 202 milioni di anni luce dalla nostra Via Lattea.

## Scoperta
La galassia è stata scoperta il 18 gennaio 1877 dall'astronomo francese Édouard Stephan.

## Descrizione
NGC 1580 ha una classe di luminosità II.